# Action (musique)
Pour les articles homonymes, voir Action.

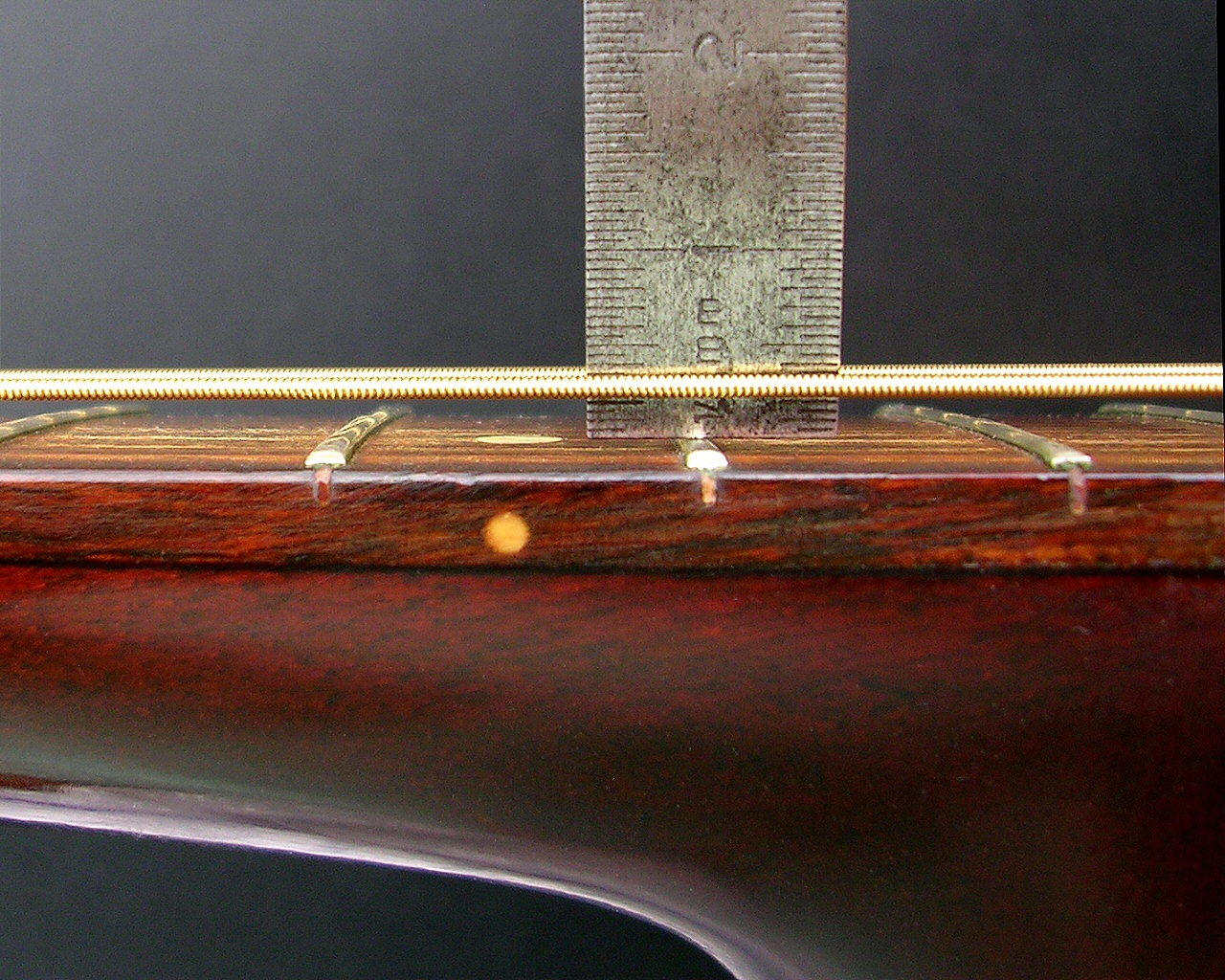
Mesure de l'action à la 12e frette d'une guitare acoustique

Le mot action emprunté au vocable anglais action est utilisé dans le cas des instruments de musique à cordes et plus particulièrement les instruments à cordes frettés tels que les guitares, pour définir la hauteur des cordes sur la touche ou l'écart entre les cordes et la touche. En d'autres termes, une action haute définit une hauteur importante des cordes et une action basse une hauteur faible des cordes.
Le principe est que l'action des cordes ne doit être ni trop haute ni trop basse. Dans le cas d'une action trop haute l'instrument est faux car cela entraîne des problèmes de « compensation » (voir ci-après). Dans le cas d'une action trop basse les cordes en vibrant touchent plusieurs frettes simultanément, ce qui produit des bruits parasites. En « jargon guitariste » on dit que ça « frise ». En un mot, l'action doit être correctement ajustée.
Sous la pression exercée par la tension des cordes, le manche a naturellement tendance à se courber vers l'avant comme un arc. Il prend une forme concave, ce qui a pour effet d'augmenter l'action des cordes sur la touche. Pour pallier ce problème, presque toutes les guitares à l'exception des guitares à cordes nylon, classiques et flamenca, sont pourvues d'un système à tirant ajustable intégré dans le manche, le truss rod, servant à régler sa courbure.
On peut avoir un manche bien réglé, idéalement avec un léger « relief », à savoir très légèrement concave et pour autant une action trop haute ou trop basse. Ceci peut être dû à la piètre qualité de l'instrument ou l'emploi de cordes ayant un tirant inadapté ou tout simplement l'effet de l'hygrométrie ambiante sur l'instrument. Les guitares électriques sont équipées d'un chevalet réglable qui permet d'ajuster l'action des cordes. Dans le cas des guitares classiques, acoustiques ou électro-acoustiques n'ayant pas de chevalet réglable on ajuste, quand c'est possible, la taille du sillet de chevalet.
L'action des cordes sur la touche est déterminée en mesurant la distance entre le sommet de la frette et la face inférieure de la corde à la 12e case. L'action « idéale » prend des valeurs différentes pour chaque corde et en fonction du type d'instrument.
Le tableau ci-après donnent les valeurs de compensation pour une note juste à la 12ème case :
| Guitare                 | Mi aigu | Mi grave |
| ----------------------- | ------- | -------- |
| classique               | 1,5 mm  | 1,5 mm   |
| acoustique diapason 630 | 1,1 mm  | 4,2 mm   |
| acoustique diapason 650 | 1,1 mm  | 4,3 mm   |
| acoustique diapason 670 | 1,2 mm  | 4,5 mm   |

Compensation : La théorie est que lorsqu'on presse une corde sur la touche pour produire une note, la pression exercée augmente la tension de la corde, et ce d'autant plus que l'action est importante, ce qui déplace la hauteur de la note au-dessus de la valeur désirée. Pour compenser cet écart, le sillet du chevalet doit être légèrement déplacé vers l'arrière afin d'augmenter la longueur vibrante de la corde. La compensation nécessaire à une bonne intonation varie en fonction de plusieurs paramètres, notamment le calibre des cordes, la matière utilisée dans la fabrication de ces cordes, le diapason de la guitare, etc. Il faut retenir que globalement plus le calibre de la corde est gros plus le recul du sillet doit être grand. C'est pour cela que l'on peut voir sur les guitares acoustiques, dépourvues de système de réglage, le sillet positionné en biais sur le chevalet.